# LFB Ec 2/4
Die  Lausanne–Fribourg–Bern-Bahn (LFB) beschaffte im Jahr 1862 zwölf Tenderlokomotiven der Bauart Ec 2/4, die als Gemischtzuglokomotiven konstruiert waren. Sie wurden von der Maschinenfabrik Esslingen geliefert.

## Technik

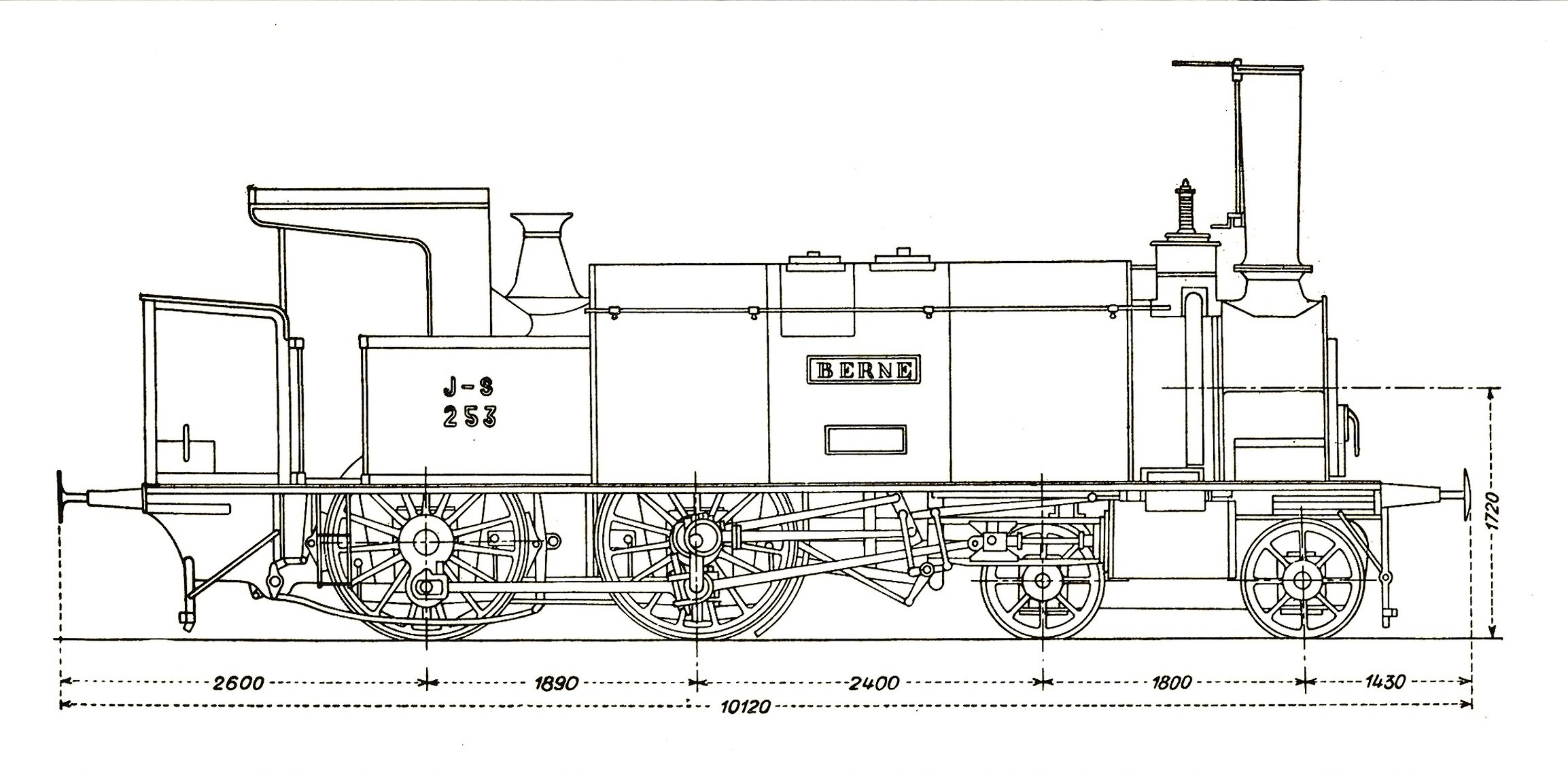
Typenskizze der Lok „Berne“ mit der JS-Nummer 253

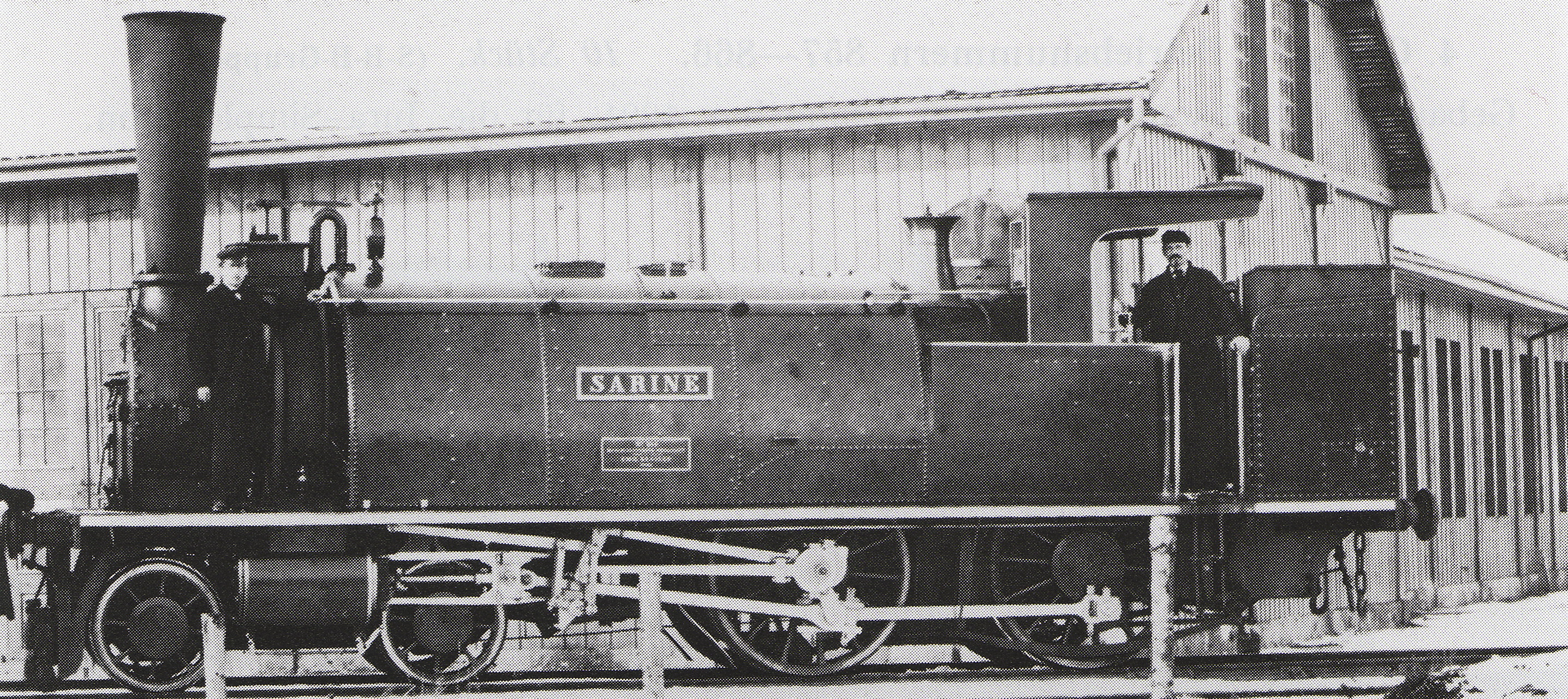
Lokomotive Nr. 10 „Sarine“

Die 1862 gelieferten Tenderlokomotiven mit der Achsfolge 2’B waren für die Schweiz eine Neuerung. Zwar verwendete auch die Nordostbahn (NOB) Lokomotiven der Achsfolge 2’B in verschiedenen Ausführungen für alle Zuggattungen, diese Maschinen wiesen alle allerdings einen Schlepptender auf. Auf nicht zu langen Strecken und mit maximal 12 ‰ Steigung bewährten sich die Tenderlokomotiven in der Bauart A2. Der sattelförmig über dem Dampfkessel liegende Wasserbehälter gab den Maschinen ein besonderes Aussehen. Das Gewicht der Kohle- und Wasservorräte führte zu einer willkommenen Adhäsionsvergrößerung.
Der Achsstand der Esslinger Tendermaschinen war mit 6090 mm grösser als bei der Personenzuglokomotive B 2/4 der NOB mit 4710 mm. Damit lag ein grösserer Teil des Lokomotivgewichts auf den Triebachsen und war für die Adhäsion nutzbar. Zudem liess sich dadurch der vordere Überhang des Rahmens, des Kessels und der Zylinder vermeiden. Die Tendermaschinen der LFB erreichten ein Adhäsionsgewicht von 27 t,
im Gegensatz zu 14 bis 17,5 t der NOB-Schlepptenderlokomotiven. Die höhere Achslast setzte jedoch einen entsprechend besseren Gleisoberbau voraus.
Durch Vergrösserung des Drehgestellachsstand wurde die Führung und der Lauf der Lokomotive verbessert, so dass sich die Beanspruchung des Gleises verminderte und deshalb die Fahrgeschwindigkeit erhöht werden konnte. Der grössere Drehgestellachsstand schränkte auch bei Gestaltung des Kessels weniger ein. Bei den 2’B-Tenderlokomotiven der LFB lagen erstmals auf dem europäischen Kontinent bei einer 2/4-gekuppelten Lokomotive die Zylinder zwischen den Drehgestellachsen.

## Namen und Nummerierung

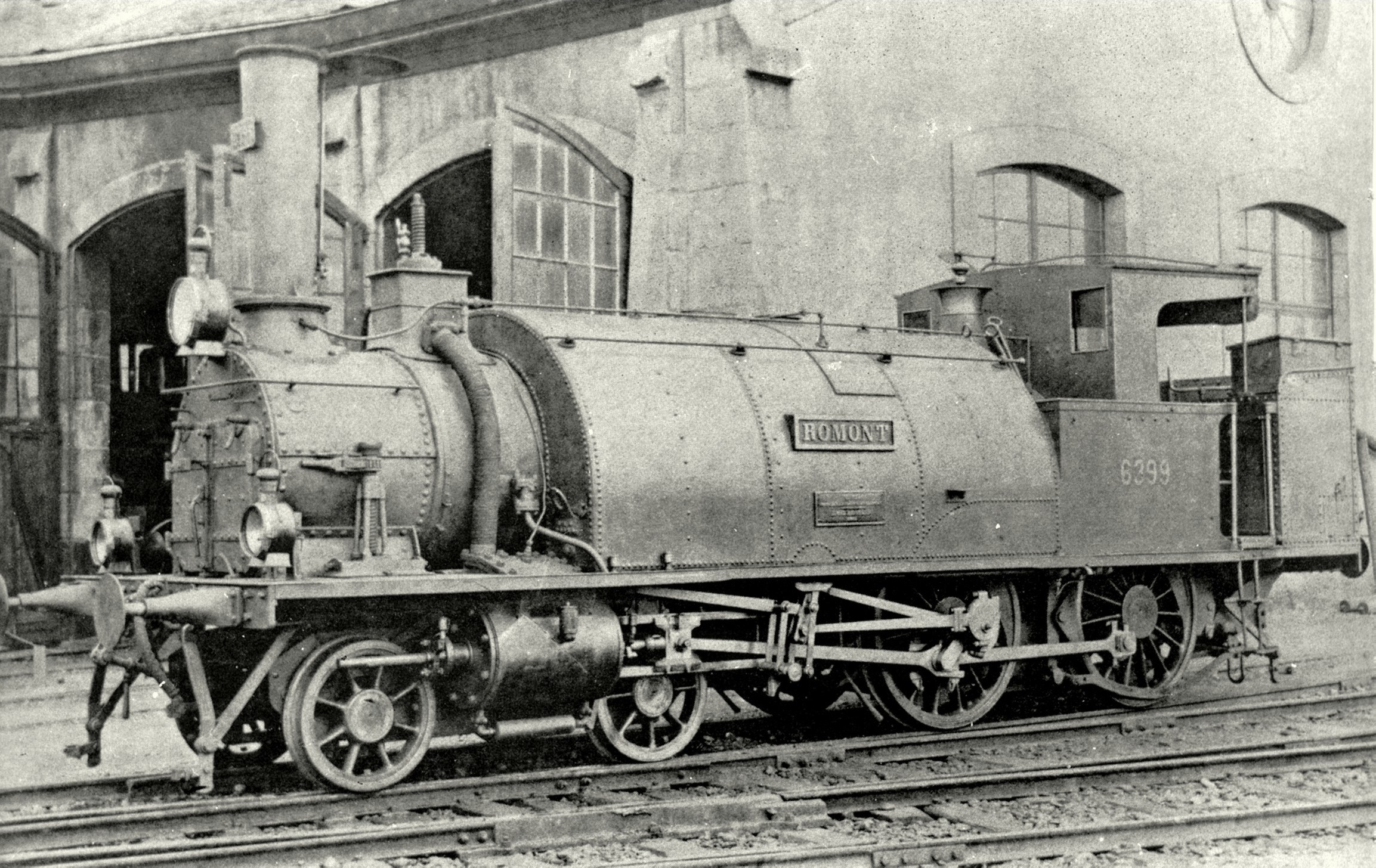
Lok „Romont“ als Nr. 6399 bei den SBB

Bei den Suisse Occidentale (SO) und den Suisse-Occidentale–Simplon (SOS) trugen die Lokomotiven ab 1872 die Nummern 51 bis 62. Die Jura-Simplon-Bahn (JS) gab ihnen die Nummern 251–262. Zehn der Lokomotiven wurden bei der Jura-Simplon-Bahn ausrangiert, nur Nr. 3 „Berne“ und Nr. 4 „Romont“ kamen 1903 mit den neuen Nummern 6398 und 6399 zu den SBB.
| Bezeichnung                             | LFB-Nr. | Name         | SO-Nr. ab 1865 | SO/SOS-Nr. ab 1871 | JS-Nr. ab 1890 | SBB-Nr. ab 1903 | Hersteller | Baujahr | ausrangiert |
| --------------------------------------- | ------- | ------------ | -------------- | ------------------ | -------------- | --------------- | ---------- | ------- | ----------- |
| ab 1873: II ab 1887: B2 ab 1902: Ec 2/4 | 1       | Lausanne     | 1              | 51                 | 251            | –               | Esslingen  | 1862    | 1902        |
| ab 1873: II ab 1887: B2 ab 1902: Ec 2/4 | 2       | Fribourg     | 2              | 52                 | 252            | –               | Esslingen  | 1862    | 1900        |
| ab 1873: II ab 1887: B2 ab 1902: Ec 2/4 | 3       | Berne        | 3              | 53                 | 253            | 6398            | Esslingen  | 1862    | 1904        |
| ab 1873: II ab 1887: B2 ab 1902: Ec 2/4 | 4       | Romont       | 4              | 54                 | 254            | 6399            | Esslingen  | 1862    | 1905        |
| ab 1873: II ab 1887: B2 ab 1902: Ec 2/4 | 5       | Oron         | 5              | 55                 | 255            | –               | Esslingen  | 1862    | 1895        |
| ab 1873: II ab 1887: B2 ab 1902: Ec 2/4 | 6       | Bulle        | 6              | 56                 | 256            | –               | Esslingen  | 1862    | 1900        |
| ab 1873: II ab 1887: B2 ab 1902: Ec 2/4 | 7       | Le Chamois   | 7              | 57                 | 257            | –               | Esslingen  | 1862    | 1898        |
| ab 1873: II ab 1887: B2 ab 1902: Ec 2/4 | 8       | Presévérance | 8              | 58                 | 258            | –               | Esslingen  | 1862    | 1895        |
| ab 1873: II ab 1887: B2 ab 1902: Ec 2/4 | 9       | Singine      | 9              | 59                 | 259            | –               | Esslingen  | 1862    | 1899        |
| ab 1873: II ab 1887: B2 ab 1902: Ec 2/4 | 10      | Sarine       | 10             | 60                 | 260            | –               | Esslingen  | 1862    | 1901        |
| ab 1873: II ab 1887: B2 ab 1902: Ec 2/4 | 11      | Glâne        | 11             | 61                 | 261            | –               | Esslingen  | 1862    | 1901        |
| ab 1873: II ab 1887: B2 ab 1902: Ec 2/4 | 12      | Gruyères     | 12             | 62                 | 262            | –               | Esslingen  | 1862    | 1897        |